# Ciência do sistema terrestre
A ciência do sistema terrestre é a aplicação da ciência de sistemas à Terra. Em particular, considera interações por meio de fluxos de material e energia, entre os ciclos, processos e dos subsistemas da Terra - atmosfera, hidrosfera, criosfera, geosfera, pedosfera, litosfera, biosfera, e a magnetosfera — bem como o impacto das sociedades humanas sobre esses componentes. Em sua escala mais ampla, a ciência do sistema terrestre combina as ciências naturais e sociais, e áreas como ecologia, economia, geografia, geologia, climatologia, paleontologia, glaciologia, meteorologia, oceanografia, sociologia e ciência espacial. A ciência do sistema terrestre assume uma visão holística da interação dinâmica entre as esferas da Terra e seus fluxos e processos de subsistemas constituintes, a organização espacial resultante e a evolução temporal desses sistemas e sua variabilidade e instabilidade. Subconjuntos da ciência do Sistema Terrestre incluem geologia de sistemas e ecologia de sistemas e outros aspectos da ciência do Sistema Terrestre são fundamentais para os assuntos de geografia física e ciência do clima.

## Definição
O Science Education Resource Center, Carleton College, estabelece a seguinte definição: "A ciência do Sistema Terrestre abrange as ciências básicas e as ciências aplicadas ao transcender as fronteiras disciplinares para tratar a Terra como um sistema integrado. Busca um entendimento mais profunda das interações físicas, químicas, biológicas e humanas que determinam os estados passado, atual e futuro da Terra. A ciência do Sistema Terrestre proporciona uma base física para a compreensão do mundo sobre o qual a humanidade busca alcançar a sustentabilidade".
A ciência do Sistema Terrestre abarca quatro características globais e criticamente importantes do Sistema Terrestre, que incluem:
1. Variabilidade: Muitos dos 'modos' e variabilidades naturais do sistema terrestre através do espaço e do tempo estão além da experiência humana, devido à estabilidade do recente Holoceno. Grande parte da ciência do Sistema Terrestre, portanto, depende de estudos do comportamento e modelos passados da terra para antecipar o comportamento futuro em resposta às pressões.
2. Vida: Os processos biológicos desempenham um papel muito mais importante no funcionamento e nas respostas do sistema terrestre do que se pensava anteriormente.
3. Conectividade: os processos estão ligados de formas e em profundidades e distâncias laterais que antes eram desconhecidas e inconcebíveis.
4. Não linear: O comportamento do Sistema Terrestre é caracterizado por fortes não linearidades. Isso significa que uma mudança abrupta pode ocorrer quando mudanças relativamente pequenas empurram o Sistema para além de um 'ponto de virada'.

## Origens
Por milênios, os humanos especularam como os elementos físicos e vivos na superfície da Terra se conjugan. A noção de que a própria Terra está viva era um tema regular da filosofia e religião gregas. Alguns povos indígenas da América Latina também falam da Mãe Terra como um ser vivo.
As primeiras interpretações científicas do Sistema Terrestre começaram no campo da geologia, inicialmente no Oriente Médio e na China, e se concentraram amplamente em aspectos como a idade da Terra e os processos de grande escala na formação oceânica e das montanhas. À medida que a geologia se desenvolveu como ciência, o entendimento da interação das diferentes facetas do sistema terrestre aumentou, levando à inclusão de fatores como o interior da Terra, a geologia planetária e os sistemas vivos .
Em muitos aspectos, os conceitos fundamentais da ciência do Sistema Terrestre podem ser vistos na filosofia natural do geógrafo, Alexander von Humboldt. No século 20, Vladimir Vernadsky (1863-1945) viu o funcionamento da biosfera como uma força geológica gerando um desequilíbrio dinâmico, que por sua vez promoveu a diversidade das espécies vivas.
Paralelamente, o campo da ciência dos sistemas estava se desenvolvendo em vários outros campos científicos, o aumento da potência dos computadores levou a modelos aprimorados do sistema terrestre. A extensão subsequente desses modelos levou ao desenvolvimento de "modelos do sistema terrestre" (ESMs) que incluem facetas como a criosfera e a biosfera.
Um comitê da NASA chamado Earth System Science Committee foi formado em 1983. Os primeiros relatórios do ESSC da NASA, Earth System Science: Overview (1986), e o livro Earth System Science: A Closer View (1988), constituem um marco importante no desenvolvimento da ciência do sistema terrestre. Os primeiros trabalhos discutindo a ciência do sistema terrestre geralmente enfatizavam os crescentes impactos humanos no sistema terrestre como um fator primário para a necessidade de maior integração entre a vida e as geociências.

## Ciência do clima

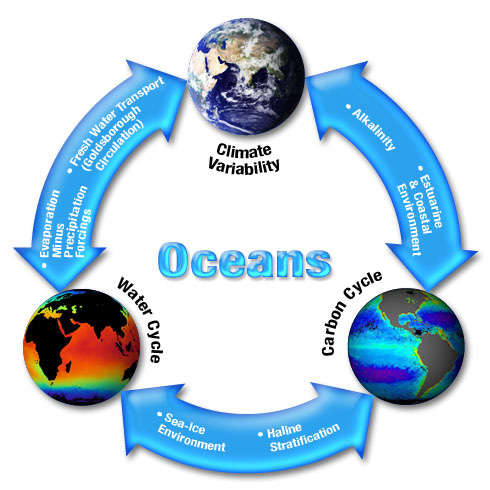
A interação dinâmica dos oceanos da Terra, sistemas climatológicos, geoquímicos.

A climatologia e as mudanças climáticas têm sido centrais para a ciência do Sistema Terrestre desde o seu início, como evidenciado pelo lugar de destaque dado às mudanças climáticas nos primeiros relatórios da NASA discutidos acima. O sistema climático da Terra é um excelente exemplo de uma propriedade emergente de todo o sistema planetário, ou seja, que não pode ser totalmente compreendido sem considerá-lo como uma única entidade integrada. É também um sistema onde os impactos humanos têm crescido rapidamente nas últimas décadas.